# Hazell Dean
Hazell Dean, född Hazel Dean Poole i december 1952, är en brittisk popsångare som under 1980-talet blev populär med de Stock Aitken Waterman-producerade singlarna "Whatever I Do (Wherever I Go)", "Who's Leaving Who", "They Say It's Gonna Rain" och "Turn It Into Love".

## Diskografi (urval)
Album
- 1978 – Quien Era Esa Chica Con La Que Te Vi? (utgiven i Mexico)
- 1981 – The Sound Of Bacharach & David
- 1984 – Heart First
- 1988 – Always
- 1996 – The Winner Takes It All
- 2002 – Greatest Hits
- 2013 – In The Name Of...
- 2015 – Nightlife (2xCD)
- 2017 – RE:VISITED
- 2017 – Re:Xtended
- 2018 – Collected

Singlar (topp 40 på UK Singles Chart)
- 1984 – "Searchin' (I Gotta Find a Man)" (återutgåva) (#6)
- 1984 – "Whatever I Do (Wherever I Go)" (#4)
- 1988 – "Who's Leaving Who"	(#4)
- 1988 – "Maybe (We Should Call it a Day)" (#15)
- 1988 – "Turn It into Love" (#21)